# 関樾
関 樾（かん えつ、生没年不明 ）は、中国三国時代にいたとされる人物。祖父は関羽・趙雲。父は関平。叔父は関興。
正史『三国志』には記述がなく、『三国志』注引『蜀記』によれば、関羽の子孫は炎興元年（263年）の蜀漢滅亡時、魏の龐会によって皆殺しにされたとある。また小説『三国志演義』にも登場しない。関樾に関する資料はいずれも三国時代1500年以上後に作られた記述であり、清以前の史料では確かめられないため、歴史的信憑性は低いと言える。
清の『続修江陵県志』によれば、関樾は関平と趙氏との間に生まれ、その子孫も代々江陵に住んだ。のち雍正10年（1732年）7月、関樾の末裔である関朝泰を五経博士に任じ、当陽で関帝廟の祭祀を奉らせたとある。
関朝泰が当陽の廟の祭祀を許されたということについては、『世宗憲皇帝実録』にも記録がある。こちらでは関朝泰は関羽五十二世孫とされているが、一方で関平や関樾との関係が示されていない。